# Єдигер
Єдигер (Ядкар, Жадигер) (?—1563) — тайбугінський мурза Сибіру, князь Іскерського юрта (1530-1563), правитель Сибірського ханства в 1552—1563 рр.

## Правління
Єдигер і Бекбулат за всіма підручниками історії відносяться до династії Тайбуги, сьогодні можна уточнити: до династії царя Тайбуна.
Єдигер був сином хана Касима, і після його смерті разом з братом Бекбулатом став правити ханством. До початку правління Єдигера в татарському світі відбулися значні події. В 1552 рік московські війська взяли штурмом Казань і почали просування до Уралу. Невдовзі була підкорена Астрахань. В той же час Єдигер вів кровопролитну війну з ханом Кучумом, сином правителя Бухари Муртази.
Кучум з військом вдерся в межі Сибіру, привівши з собою, окрім інших, узбецькі, ногайські і башкирські загони. Не маючи можливості отримати допомогу з Казані і Криму, Єдигер вирішив домовитися з Московським царством, відповідно до угоди хан визнав свою залежність від московського царя і обіцяв справно платити данину. Коли хан Великої Ногайської орди Ізмаїл підкорився Москві, Єдигер, відкинувши вагання, зробив те ж саме. Хан обіцяв платити данину з 30700 своїх підданих, по соболю і по сибірській білці. Єдигер шукав підтримки у царя в боротьбі з киргиз-кайсацьким ханом Кучумом (Шейбанідом), але її не отримав.
Разом з тим спирався на союз з Ісмаїл-беєм, правителем НогайськоїОрди. Лише  післясмерті останнього у 1563 році війська Кучума вторглися до ханства, Єдигер і його брат Бекбулат були вбиті. Після загибелі Єдигера завершилося правління тайбугінської династії в Сибірському ханстві. Син Єдигера, що на той час перебував  у Москві, залишився там.

## Додатки
↑ С. М. Соловьёв. История России с древнейших времён. Том 6. Глава седьмая. Строгановы и Ермак